# Titolatura reale dell'antico Egitto

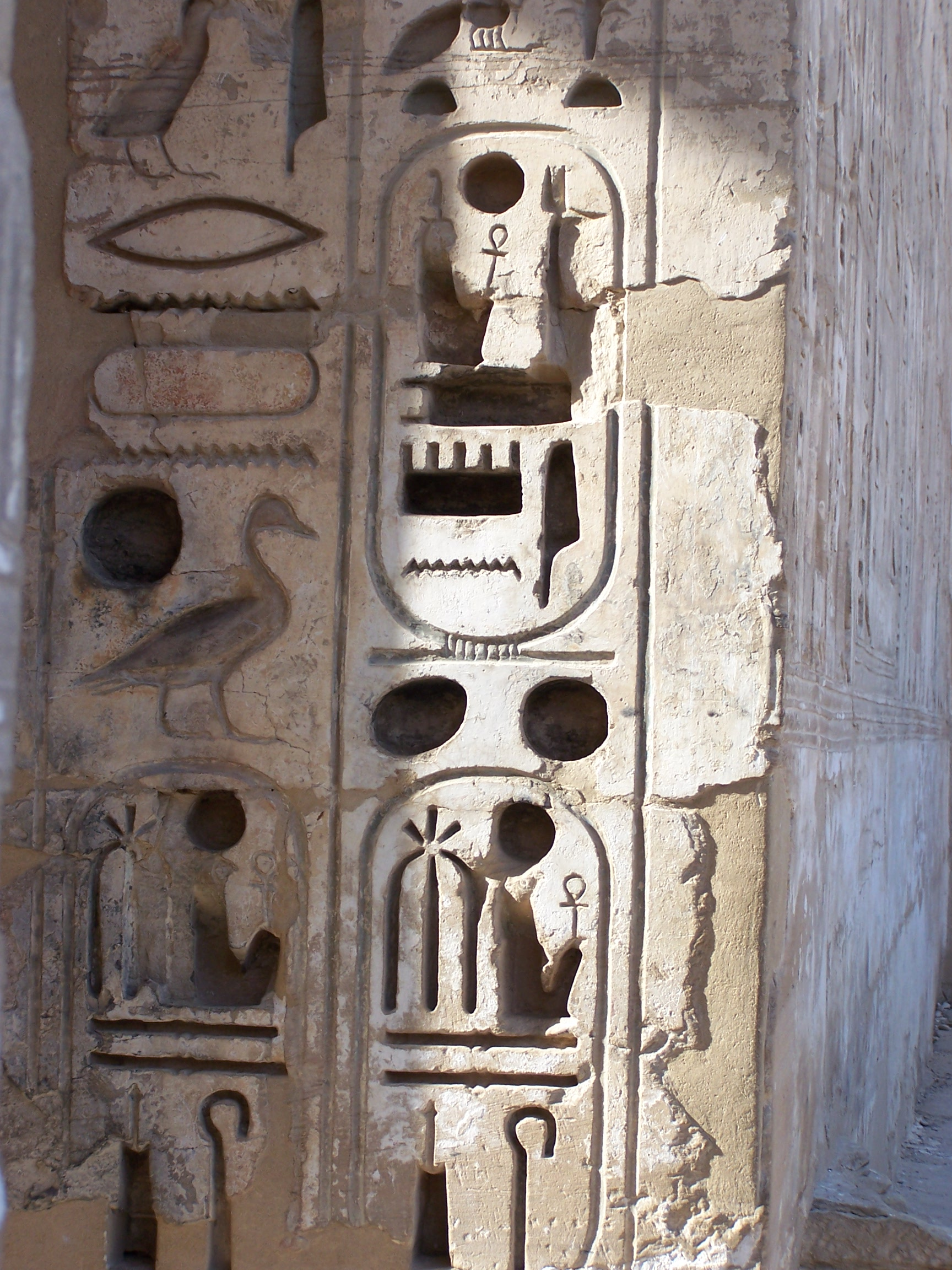
Cartiglio con la titolatura di Ramesse III a Medinet Habu.

La titolatura reale era l'insieme dei nomi e degli epiteti con cui nell'antico Egitto ci si riferiva al sovrano, l'insieme di tali termini era definita grandi nomi.
| r · n | G36 |

rn wr - grandi nomi

## Introduzione
Il termine faraone, forma italianizzata del greco pharao, che nell'uso comune indica i sovrani dell'antico Egitto, si incontra, per la prima volta, solo durante il regno di Thutmose III (XVIII dinastia), 1400 a.C. circa.

Tale termine è una resa greca dell'egizio pr-ˁ3 - per-aa,
| pr · O29 |

ovvero "Grande Casa", termine che indicava "la Residenza", il palazzo ove risiedeva il sovrano e che era anche la sede del potere reale comprendendo anche gli archivi e i ministeri.
I termini egizi per indicare il sovrano, al di fuori della titolatura ufficiale, sono vari e variarono durante le varie fasi storiche.

Tra i termini più usati abbiamo:
| R8 |

nṯr - nečer 

"dio", usato anche per indicare le divinità,
talvolta usato nella forma
| R8 | F35 |

nṯr nfr  - nečer nefer

"dio perfetto" (tradotto talvolta come "bel dio"),
| S38 |

ḫq3 - heka
"signore, governante", usato anche per indicare sovranità minori.
Il termine per-aa, inizialmente usato solo come epiteto di rispetto, entra nella titolatura ufficiale solo a partire dalla XXV dinastia anche se non viene inserito nei grandi nomi.

È quindi più corretto riferirsi ai sovrani egizi con il termine re anche se, universalmente, è riconosciuto a tutti il termine più usuale di "faraone", indipendentemente dalle dinastie, volendo indicare un sovrano dell'Antico Egitto. 
Gli egiziani chiamavano il loro re anche 
|  |

|  |

|  |

|  |

 jtj parola tradotta con "sovrano" ma che deriva da jt, "padre", e caratterizzava così il faraone come patrono (analogamente al Pontefice denominato "Santo Padre"). Questo era uno dei termini usati quando ci si rivolgeva direttamente a lui. Vi si aggiungeva talvolta il termine  
| V30 | G7 | A1 |

nb=j "mio signore".

Esiste infine la parola  
| Hm | Z1 |

ḥm "persona" che si traduce convenzionalmente "maestà" quando riferito al sovrano.
Il sovrano era considerato l'incarnazione del dio-falco Horo e disponeva, dalla V dinastia, di una titolatura regale costituita da cinque nomi, detti Grandi Nomi di cui due si richiamavano, appunto, a tale divinità:
- il nome Horo;
- il nome Nebty (o "le Due Signore");
- il nome (Bik nebu) Horo d'oro;
- il prenomen (Nesut bity) (o nome di trono);
- il nomen (Sa Ra) (o nome personale).

## Nome Horo

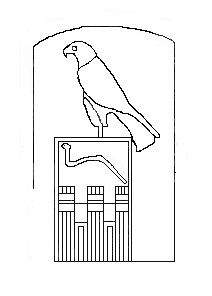
Stele di Djer

La parte più antica della titolatura è il Nome Horo o Nome Bandiera, talvolta anche detto Nome Ka. 

Tale nome era scritto, di norma, nel serekht un riquadro che sovrasta un disegno, che può essere interpretato sia come le mura di una città o una fortezza sia come la falsa porta di una tomba, sovrastato dal falco, simbolo di Horo, che indossa la corona composita costituita dalla sovrapposizione delle due corone dell'Alto e del Basso Egitto.
Il nome Horo non era il nome di nascita del sovrano ma un nome prescelto all'atto dell'assunzione del trono.

Durante tutto il Regno Antico questo fu il nome principale mentre il nome di nascita non compariva neppure nelle titolature.

Ciò ha provocato non poche incongruenze nei tentativi di ricostruzione della sequenza dei sovrani dell'antico Egitto in quanto nelle liste reali posteriori i re vengono indicati, spesso, con il nome di nascita.

Benché in uso durante tutti i secoli della civiltà egizia il nome Horo perse d'importanza dopo la fine del Regno Antico, diventando sempre più un programma politico (alcuni sovrani cambiarono il loro nome Horo in relazione a particolari eventi del regno).

## Nome Nebty
Il Nome Nebty o "Le Due Signore": legato alle divinità patrone dell'Alto e del Basso Egitto è indicato da due simboli "neb"
| nb |

nb - signore, dominatore

sovrastati dagli animali araldici del sud: l'avvoltoio
| G14 |

collegato alla dea Nekhbet, venerata a el-Kab e Ieracompoli nell'Alto Egitto (corona bianca),

e il cobra
| I12 |

collegato alla dea Uto (o Uadjet), venerata a Buto nel Basso Egitto (corona rossa).
| G16 |

nb ty.

È qui chiaro, come peraltro per il successivo "Nesut Bity", l'intento propagandistico di sottolineare l'unificazione delle Due Terre, uno dei nomi con cui gli antichi egizi si riferivano al loro paese.

Contrariamente al nome Horo, in uso già in epoca predinastica, il nome Nebty compare con Den, quinto sovrano della I dinastia.

Anche questa parte della titolatura si evolve in forme sempre più complesse rituali e formalizzate, da un certo momento, spesso, ripeterà il nome Horo

## Nome Horo d'oro
In questa parte della titolatura compare il falco
| G5 |

bk - bik
simboleggiante Horo, sopra il segno che normalmente viene interpretato come oro.

| S12 |

nbw - nebu
| G8 |

Nel testo greco della Stele di Rosetta viene tradotto con vincitore sul (suo) nemico. Potrebbe quindi identificare Horo vincitore su Seth anche se la contrapposizione netta tra i due dei diviene rilevante appunto in epoca ellenistica e quando il titolo entra nell'uso Seth è ancora una delle divinità tutelari della regalità.

L'oro è stato anche messo in relazione alla regalità attraverso una duplice interpretazione: da un lato l'oro è simbolo dell'eternità talché questa titolatura può anche essere letta come Horo l'eterno, dall'altra, d'oro era anche la carne degli dèi.

## Nome del trono (praenomen)
Gli ultimi due nomi costituivano il cosiddetto "nome del trono", ossia il vero e proprio nome del re ed erano iscritti in due cartigli (shenu).
Il nesut-bity o praenomen, scelto all'atto dell'incoronazione e caratterizzato da un cartiglio sovrastato, o preceduto, da un giunco e un'ape quali simboli, rispettivamente, dell'Alto e del Basso Egitto (il titolo significa letteralmente "colui (che regna) sul giunco e sull'ape" traducibile come "re di tutto l'Egitto").
| M23 · t |

(jn) swt "(quello del) giunco"

| L2 · t |

bjt "(e dell') ape"

Nel complesso
| M23 · t | L2 · t |

nswbjt - nesu bity (la pronuncia effettiva è ovviamente congetturale. Mentre pare certa la presenza di un elemento iniziale n, pur non marcato nella scrittura, non si sa se il morfema di femminile t fosse mantenuto nella pronuncia dei due nomi "giunco" e "ape". Trascrizioni cuneiformi da Boghazköy rendono il nome con insibya).
Il praenomen vero proprio era quindi, la parte della titolatura che seguiva il titolo.
I primi esempi di uso compaiono sotto Den ma diviene comune solo con la fine della II dinastia. A partire dal Primo periodo intermedio tende a sostituire il nome di Horo nell'identificazione del sovrano.

A titolo di esempio il praenomen di Ramesse II
|                   |     |     |    |         |
| \| \| \| \| \| \| |     |     |    |         |
|                   |     |     |    |         |
| N5                | F12 | C10 | N5 | U21 · n |

| N5 | F12 | C10 | N5 | U21 · n |

|                   |     |     |    |         |
| \| \| \| \| \| \| |     |     |    |         |
|                   |     |     |    |         |
| N5                | F12 | C10 | N5 | U21 · n |

| N5 | F12 | C10 | N5 | U21 · n |

nsw t bit wsr m3ˁt rˁ stp n rˁ - Nesut bity Usermaatra Setepenra -

"colui che governa sul giunco e sull'ape, la Maat (giustizia) di Ra è potente, prescelto da Ra".

## Nome personale (nomen)
Il nome personale o nomen (nome di nascita, diremmo noi oggi) è quello con cui il re era conosciuto nell'ambiente familiare ed era talvolta preceduto da titoli onorifici come meri Amon ("amato da Amon") o neter heka uaset ("potente sovrano della città" ovvero Tebe).

Il cartiglio del nomen è preceduto dai glifi rappresentanti un'anatra e un cerchio che si leggono sa-Ra ovvero "figlio di Ra"
| G39 | N5 |

s3 rˁ - sa Ra
Questa parte della titolatura compare, in aggiunta al nome del sovrano, a partire dalla IV dinastia. 

A partire dal Medio Regno  frequenti saranno i sovrani con lo stesso nomen, si pensi, ad esempio, a Thutmose, Amenhotep, Ramses.
A titolo di esempio il nomen di Ramses II
|                      |     |     |     |   |     |
| \| \| \| \| \| \| \| |     |     |     |   |     |
|                      |     |     |     |   |     |
| U6                   | C12 | C10 | F31 | s | M23 |

| U6 | C12 | C10 | F31 | s | M23 |

|                      |     |     |     |   |     |
| \| \| \| \| \| \| \| |     |     |     |   |     |
|                      |     |     |     |   |     |
| U6                   | C12 | C10 | F31 | s | M23 |

| U6 | C12 | C10 | F31 | s | M23 |

s3 rˁ rˁ msi sw mri imn - Sa Ra Ramessu meri Amon -

"figlio di Ra amato da Amon nato da Ra".

## Esempio

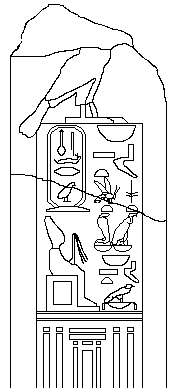
Stele di Nebmaat con titolatura completa

A fianco il disegno di una stele di Nebmaat (IV dinastia che mostra all'interno del serekh tutta la titolatura (non è presente l'epiteto Figlio di Ra che verrà introdotto proprio durante la IV dinastia).

In questo caso il nesut bity si trova a fianco del cartiglio del praenomen mentre il nebty risulta essere uguale al nome Horo. Il nome bik nebu compare solamente come glifo senza altri segni.

Nota: tutti i glifi sono, in questo caso scritti, da destra verso sinistra e quindi speculari rispetto agli esempi sopra riportati, trascritti con orientamento da sinistra a destra.

## Altri titoli
Possiamo trovare altri titoli che accompagnano la titolatura regale come 
| nb | tA · tA |

nb-t3.wy "Signore delle due terre"
| nb · xa · Z2 |

nb-ḫˁ.w "signore delle corone" ( traduzione alternativa "signore delle apparizioni" ).
| nb · ir · x · t |

nb-ir(.t)-ḫ.t "Signore dell'azione" (lett. "Signore del fare-cose").

### Formule benaugurali
Accompagnano spesso la titolatura reale alcune formule benaugurali (molto frequenti nelle lingue semitiche) ovvero un epiteto o una breve preposizione esclamativa che invoca sull'interessato ogni genere di benedizione. Così, in arabo, ogni menzione del profeta Maometto è seguita, in teoria da una formula del tipo "Dio lo benedica e gli dia la salvezza!"

Nei testi il suo uso è talmente sistematico da essere ridotto ad una semplice abbreviazione grafica. Molto frequente la formula
| anx | U28 | s |

abbreviazione per 
| anx | n · x | w | U28 | A | Y1 | s | n · b |

ˁnḫ(=w)- wḏ3(=w)-snb(=w) per "che egli viva, sia prospero ed in buona salute"! Nelle traduzioni frequentemente abbreviato in v.p.s.

Altra formule frequenti
| anx | D&t&tA |

ˁnḫ(=w)- ḏ.t "che viva in eterno"
| X8 | anx | ra | mi |

d(=w) ˁnḫ(=w) mj rˁ "dotato di vita come Ra" e varianti.

## Problemi di omonimia
Nella moderna storiografia si è usi a indicare i sovrani aventi lo stesso nome con numeri ordinali (Ramesse I, II; Amenhotep III, IV, ecc.) mentre nell'antico Egitto non esisteva tale distinzione anche se l'unione tra prenomen e nomen permetteva una identificazione sufficientemente precisa (i casi di completa omonimia che conosciamo sono estremamente rari e spesso si riferiscono a sovrani di cui non conosciamo la titolatura completa).